# Гарсиа Лорка, Федерико
Федери́ко Гарси́а Ло́рка (исп. Federico García Lorca [feðeˈɾiko ɣarˈθi.a ˈlorka]; 5 июня 1898 — 19 августа 1936) — испанский поэт и драматург, известный также как музыкант и художник-график. Центральная фигура группы «Поколение 27 года», которая внедрила принципы европейских движений (таких как символизм, футуризм и сюрреализм) в испанскую литературу. Один из самых ярких и значительных деятелей испанской культуры XX века. Убит в начале Гражданской войны в Испании, но его тело не найдено.

## Биография
Лорка родился 5 июня 1898 года в городе Фуэнте-Вакерос в испанской провинции Гранада. Его отец, Федерико Гарсия Родригес, был преуспевающим землевладельцем с фермой в плодородной долине (веге), окружающей Гранаду, и удобной виллой в центре города. Состояние Гарсии Родригеса росло благодаря буму в сахарной промышленности. Мать Гарсии Лорки, Висента Лорка Ромеро, была учительницей.
В школе впечатлительный мальчик учился не слишком успешно. В 1909 году семья переехала в Гранаду. В 1910-х годах Федерико активно участвовал в жизни местного художественного сообщества. В 1914 году Лорка начал изучать право, философию и литературу в университете Гранады. Гарсиа Лорка много путешествует по стране. В 1918 году у Лорки выходит первый поэтический сборник, Impresiones y paisajes («Впечатления и пейзажи»), принесший ему если не коммерческий успех, то хотя бы известность.
В 1919 году Гарсиа Лорка приезжает в Мадрид. В столичном университете он знакомится с Сальвадором Дали и Луисом Бунюэлем, а также с Грегорио Мартинесом Сьеррой, директором театра «Эслава». По просьбе Мартинеса Сьерры Лорка пишет свою первую пьесу El maleficio de la mariposa («Колдовство бабочки») и осуществляет её постановку (1919—1920). До 1928 года он учится в мадридском университете.
В последующие годы Гарсиа Лорка становится заметной фигурой среди художников-авангардистов. У него выходят новые поэтические сборники, включая Romancero gitano («Цыганское романсеро», 1928). 
Через год Гарсиа Лорка уезжает в Нью-Йорк, в результате чего вскоре появляются новые произведения — книга стихов Poeta en Nueva York («Поэт в Нью-Йорке», 1931), пьесы El público («Публика», 1931, 1936) и Así que pasen cinco años («Когда пройдет пять лет», 1931).
Возвращение поэта в Испанию совпало с падением режима Примо де Риверы и установлением Второй испанской республики. В 1931 году Гарсиа Лорку назначают директором студенческого театра La Barraca («Балаган»). Работая в театре, Лорка создает свои самые известные пьесы: Bodas de sangre («Кровавые свадьбы»), Yerma («Йерма») и La casa de Bernarda Alba («Дом Бернарды Альбы»).
Летом 1936 года Гарсиа Лорка планировал съездить в Мексику, но принял решение вначале отправиться в родные края. За три дня до военного мятежа, ставшего началом гражданской войны, Гарсиа Лорка, чьи симпатии к испанским левым и избранной республиканской власти были общеизвестны (в феврале 1936 года он совместно с Рафаэлем Альберти подписал письмо 300 испанских интеллектуалов в поддержку Народного фронта), уезжает из Мадрида в Гранаду, хотя было очевидно, что там его ждет серьёзная опасность: на юге Испании были особенно сильны позиции правых. 16 августа 1936 года франкисты арестовывают Гарсиа Лорку в доме поэта Луиса Росалеса (чьи братья были фалангистами), и предположительно на следующий день поэта расстреляли по приказу губернатора Вальдеса Гусмана и тайно захоронили в 2 км от Фуэнте Гранде. После этого до середины 1950-х годов книги Гарсиа Лорки были запрещены в Испании, долгое время подвергались цензуре при Франко, и были напечатаны только во второй половине его правления. Вместе с тем поэт поддерживал дружественные отношения с лидерами фаланги-ХОНС Хосе Антонио Примо де Риверой и Онесимо Редондо Ортегой. 
Лорка не скрывал своё влечение к мужчинам и был гомосексуалом, что стало известно в конце 1980-х годов благодаря исследованиям биографа Яна Гибсона. Его любовником в последние годы жизни был журналист и критик Хуан Рамирес де Лукас, которому поэт посвятил «Сонеты тёмной любви». 
Существует версия о том, что поэт не был убит, а просто пропал без вести. В 2008 году внучка учителя, расстрелянного вместе с Лоркой, потребовала провести эксгумацию тел общей могилы, в которой якобы покоился и Лорка (по закону о восстановлении исторической памяти). Эксгумация этой и ещё 18 братских могил была проведена по приказу судьи Бальтасара Гарсона, действовавшего по собственной инициативе, что вызвало потерю им должности и уголовное обвинение в превышении полномочий. Никаких останков не обнаружили не только в могиле, но и во всём муниципальном округе, где, по официальной версии, развернулась трагедия. 
Произведения Гарсиа Лорки переведены на многие языки; на русский их переводили Марина Цветаева (переводила Лорку в последние дни своей жизни), Николай Асеев, Валентин Парнах, Анатолий Гелескул, Юнна Мориц, Наталья Трауберг, Наталья Малиновская, Борис Дубин, Наталия Ванханен, Константин Гусев и другие.
Существует мнение, что Лорка в концовке стихотворения «История и круговорот трёх друзей» (1930, сборник «Поэт в Нью-Йорке») предчувствовал Гражданскую войну, собственную гибель и неизвестность места своего захоронения.

## Произведения

### Проза
- Impresiones y paisajes (Впечатления и пейзажи, 1918)

### Стихотворные сборники
- Libro de poemas (Книга стихов, 1921)
- Poema del cante jondo (Стихи о канте хондо, 1921, изд. 1931)
- Primeras canciones (Первые песни, 1921—1922, изд. 1936)
- Canciones (Песни, 1921—1924, изд. 1927)
- Oda a Salvador Dalí (Ода Сальвадору Дали, 1926)
- Romancero gitano (Цыганское романсеро, изд. 1928)
- Poeta en Nueva York (Поэт в Нью-Йорке, 1929—1930, изд. 1940)
- Llanto por Ignacio Sánchez Mejías (Плач по Игнасио Санчесу Мехиасу, 1935)
- Seis poemas gallegos (Шесть стихотворений по-галисийски, изд. 1935)
- Diván del Tamarit (Диван Тамарита, 1936, изд. 1938)
- Sonetos del amor oscuro (Сонеты о тёмной любви, 1936, изд. 1984)

### Пьесы
- Mariana Pineda (Мариана Пинеда, 1927)
- La zapatera prodigiosa (Чудесная башмачница, 1930)
- Retablillo de Don Cristóbal (Балаганчик дона Кристобаля)
- El público (Публика, 1930)
- Así que pasen cinco años (Когда пройдет пять лет, 1930)
- Amor de don Perlimplín con Belisa en su jardín (Любовь дона Перлимплина, 1933)
- Bodas de sangre (Кровавая свадьба, 1933)
- Yerma (Йерма, 1934)
- Doña Rosita la soltera o el lenguaje de las flores (Донья Росита, девица, или Язык цветов), 1935)
- La casa de Bernarda Alba (Дом Бернарды Альбы, 1936)

### В русских переводах
- Гарсиа Лорка Ф. Избранное. — М.: Гослитиздат, 1944.
- Гарсиа Лорка Ф. Избранная лирика. — М.: Гослитиздат, 1960.
- Гарсиа Лорка Ф. Лирика. — М.: Художественная литература, 1965. — 183 с.
- Гарсиа Лорка Ф. Избранные произведения в 2-х тт.: Стихи, театр, проза. — М.: Художественная литература, 1975.
- Гарсиа Лорка Ф. Самая печальная радость… Художественная публицистика. — М.: Прогресс, 1987.
- Гарсиа Лорка Ф. Цыганское романсеро. — М.: Радуга, 2007.
- Гарсиа Лорка Ф. Плач по Игнасио Санчесу Мехиасу. Перевод А. Щетникова. — Новосибирск: АНТ, 2016.
- Гарсиа Лорка Ф. Поэма о канте хондо. Перевод А. Щетникова. — Новосибирск: АНТ, 2016.
- Гарсиа Лорка Ф. Христос. Религиозная трагедия. Перевод П.Алешина[17].
- Гарсиа Лорка Ф. Ода Святейшему Таинству Алтаря. Перевод П.Алешина[18].
- Гарсиа Лорка Ф. Путешествие на луну. Перевод П. Алешина // Искусство кино. — № 3\4 (2018).
- Неизвестный Лорка: «Впечатления и пейзажи» и другие произведения / Павел Алешин. Издательские решения, 2018[19].

## Лорка в культуре
- 2 мая 2003 года в Москве в Институте Сервантеса впервые были выставлены 40 оригиналов рисунков Лорки и его личные вещи. Все экспонаты принадлежат Фонду Гарсия Лорки, которым руководят члены семьи поэта. Выставка называлась «Мир Федерико Гарсиа Лорки»[20][21].
- С 2003 года в Гранаде ежегодно вручается Международная поэтическая премия имени Федерико Гарсиа Лорки[22].
- В 2004 году вышла книга Макса Фрая «Мастер ветров и закатов», где была использована часть стихотворения «Маленькая бесконечная поэма».
- В 2005 году стихотворение Гарсиа Лорки «De profundis» было нанесено на стену одного из зданий в центре Лейдена (Нидерланды). Оно стало последним в серии из ста одного аналогичного памятника всемирно известным поэтам в рамках культурного проекта «Wall poems»[23].

### Образ в кино
- 1986 — биографический фильм «Гибель поэта» (СССР) режиссёра Владимира Захарова.
- 1987 — биографический мини-сериал «Лорка, смерть поэта» (Испания) режиссёра Хуана Антонио Бардема.
- 2003 — фильм «Божественный свет» по одноимённому роману лауреата Премии Надаля Фернандо Мариаса (изданному в переводе на русский язык под названием «Волшебный свет»). Получил награду Московского кинофестиваля. Он рассказывает о «второй жизни» Лорки, как если бы он не погиб, а, потеряв память, бродяжничал по дорогам Гранады.
- 2008 — фильм «Отголоски прошлого» («Сальвадор Дали: Любовь. Искусство. Предательство») режиссёра Пола Моррисона (Paul Morrison), посвящённый отношениям Ф. Гарсиа Лорки и С. Дали.
- 2015 — сериал «Министерство времени» (Испания). В 8-й серии 1-го сезона одним из главных действующих лиц серии является Федерико Гарсиа Лорка. Серия посвящена событиям, происходившим в Мадридском университете в 1924 году.

### Отсылки в музыке
- Участники российской хеви-метал группы «Ария» в 1986 году, чтобы облегчить официальную сдачу программы худсовету, приписали текст песни «Тореро» (на тему корриды), в действительности написанный Маргаритой Пушкиной, перу Гарсиа Лорки[24].
- Александр Розенбаум — «Федерико Гарсия Лорке».